# Лия (Микеланджело)
                      Чтоб всякий ведал, как я названа,

                      Я - Лия, и, прекрасными руками

                      Плетя венок, я здесь брожу одна.

                      Для зеркала я уберусь цветами;

                      Сестра моя Рахиль с его стекла

                      Не сводит глаз и недвижима днями.

                      Ей красота её очей мила,

                      Как мне - сплетенный мной убор цветочный;

                      Ей любо созерцанье, мне - дела
Лия (итал. Lia) — мраморная скульптура Лии, первой жены Иакова, старшей сестры Рахили, созданная Микеланджело для гробницы папы Юлия II около 1542 г. «Лия» размещена в нише слева от «Моисея».

## Описание
По Уильяму Уоллесу, Лия «задумчива», «полна благородного, тихого величия». В левой руке она держит зеркало, чтобы наблюдать за действиями людей, а в правой — гирлянду цветов, что символизирует добродетели человеческие при жизни и прославление их после смерти. Эрик Шильяно отмечает, что Лия вполне «жизненная», и «её ноги (…) крепко держатся земли», а «… собранные складки туники в районе лона напоминают о плодовитости библейской Лии, которая родила Иакову шесть сыновей».
В Библии сестры Рахиль и Лия противопоставляются друг другу, что дает возможность расценивать их как аллегорические фигуры:
Лия была слаба глазами, а Рахиль была красива станом и красива лицем Быт. 29:17
Лия символизирует собой «жизнь деятельную» (лат. Vita activa), поскольку именно так её изобразил Данте. Прототипами Рахили и её старшей сестры Лии, очевидно, являются «активный» Джулиано и «созерцательный» Лоренцо Медичи.